# Bobartia

Bobartia  es un género de fanerógamas, herbáceas, perennes y bulbosas perteneciente a la familia de las iridáceas. Está integrado por 15 especies que se distribuyen en Sudáfrica.  

## Listado de especies
- Bobartia aphylla (L.f.) Ker Gawl., Irid. Gen.: 30 (1827).
- Bobartia fasciculata Gillett ex Strid, Opera Bot. 37: 34 (1974).
- Bobartia filiformis (L.f.) Ker Gawl., Irid. Gen.: 30 (1827).
- Bobartia gladiata (L.f.) Ker Gawl., Irid. Gen.: 30 (1827).
  - Bobartia gladiata subsp. gladiata.
  - Bobartia gladiata subsp. major (G.J.Lewis) Strid, Opera Bot. 37: 24 (1974).
  - Bobartia gladiata subsp. teres Strid, Opera Bot. 37: 25 (1974).
- Bobartia gracilis Baker, Bull. Misc. Inform. Kew 1901: 134 (1901).
- Bobartia indica L., Sp. Pl.: 54 (1753).
- Bobartia lilacina G.J.Lewis, J. S. African Bot. 11: 108 (1945).
- Bobartia longicyma Gillett, J. Bot. 68: 104 (1930).
  - Bobartia longicyma subsp. longicyma.
  - Bobartia longicyma subsp. magna Gillett ex Strid, Opera Bot. 37: 26 (1974).
  - Bobartia longicyma subsp. microflora Strid, Opera Bot. 37: 27 (1974).
- Bobartia macrocarpa Strid, Opera Bot. 37: 33 (1974).
- Bobartia macrospatha Baker, Handb. Irid.: 119 (1892).
  - Bobartia macrospatha subsp. anceps (Baker) Strid, Opera Bot. 37: 36 (1974).
  - Bobartia macrospatha subsp. macrospatha.
- Bobartia orientalis Gillett, J. Bot. 68: 104 (1930).
  - Bobartia orientalis subsp. occidentalis Strid, Opera Bot. 37: 33 (1974).
  - Bobartia orientalis subsp. orientalis.
- Bobartia paniculata G.J.Lewis, J. S. African Bot. 7: 50 (1941).
- Bobartia parva Gillett, J. Bot. 68: 104 (1930).
- Bobartia robusta Baker, Handb. Irid.: 120 (1892).
- Bobartia rufa Strid, Opera Bot. 37: 37 (1974).